# Мацуи, Дайсукэ
Дайсукэ Мацуи (яп. 松井 大輔; род. 11 мая 1981[…], Киото) — японский футболист, полузащитник клуба «ИСКК Иокогама». В 2003—2011 годах играл за сборную Японии. Победитель Кубка Азии 2011 года.

## Карьера

### Ранние годы
В 2000 году Мацуи окончил коммерческий колледж в Кагосиме и начал профессионально заниматься футболом. Его первым клубом стал клуб японской Джей-Лиги «Киото Санга».

### Клубная

#### «Киото Санга»
После своего первого сезона в Джей-лиге клуб «Киото Санга» вылетел во второй японский дивизион. Однако, уже в следующем сезоне Мацуи сыграл важнейшую роль для возвращения клуба, а его клуб с первого места вышел в 1 Дивизион Джей-лиги. В 2002 году клуб подтвердил свой статус, проведя хороший сезон и финишировав шестым и завоевав Кубок Императора. Клубный и индивидуальный успех игрока позволил тренеру вызвать его для выступлений в национальную команду Японии. Впервые вызов он получил в 2003 году. Однако, после сезона 2003 года его клуб снова вылетел из высшего дивизиона и не смог туда вернуться после сезона 2004 года.

#### «Ле-Ман»
После четырёх с половиной сезонов в «Киото» Мацуи подписывает контракт с клубом из второго французского дивизиона «Ле-Ман». При этом Мацуи принял решение сыграть во Франции, отказавшись от более выгодного предложения итальянского «Лацио», выступавшего в Серии А, так как он считал игру итальянцев очень оборонительной.
В Японии Мацуи критиковали за нехватку физических данных и недостаточно быстрое принятие решений, но он очень быстро адаптировался к скоростному и силовому французскому футболу, полностью изменив стиль своей игры. В своём первом сезоне за «Ле-Ман» Мацуи помог клубу стать лидером на финише чемпионата во втором дивизионе и выйти в первую французскую лигу. В сезоне 2005/06, когда Мацуи проводил первый сезон с «Ле-Маном» в элите, клуб не потерпел ни одного поражения в первых шести матчах и финишировал 11-м. Мацуи стал лучшим игроком января 2006 года в сезоне 2005/06. Многие болельщики клуба и репортёры называли его лучшим игроком «Ле-Мана».
В сезоне 2006/07 Мацуи принял участие в 27 играх за клуб, а «Ле-Ман» финишировал 12-м в Первом французском дивизионе.
В течение сезона 2007/08 Мацуи высказал желание покинуть клуб по окончании сезона, тем более, что его контракт с «Ле-Маном» истекал. Среди команд, которые проявляли интерес к японскому полузащитнику в тот период, назывались «Катания», «Дженоа», «Лацио» и «Торино» из итальянской Серии А, «Селтик» и глазговский «Рейнджерс» из шотландского чемпионата, бременский «Вердер» и «Вольфсбург» из Бундеслиги, а также «Лилль» из Первой лиги французского чемпионата.

#### «Сент-Этьен»
По итогам сезона 2007/08 в Первой французской лиге Мацуи, отыграв за «Ле-Ман» полных четыре сезона, объявил о переходе в «Сент-Этьен». Новый контракт был рассчитан на три сезона. После начала сезона 2008/09 Мацуи получал очень мало игрового времени. Основными причинами назывались плохая физическая форма, а также разногласия с тренером Лораном Руссе. Однако, 10 ноября 2008 года Руссе был уволен в связи с неудовлетворительными результатами клуба. К моменту увольнения клуб потерпел пять поражений подряд и располагался на 18 месте из 20. Результаты на тот момент — 3 победы, 1 ничья и 9 поражений. За подобное выступление вице-президент «Сент-Этьена» Ролан Ромейе критиковал нескольких футболистов, в том числе Мацуи.
11 ноября 2008 года «Сент-Этьен» объявил о назначении нового главного тренера. Им стал Ален Перрен. Перрен в предыдущих сезонах тренировал лионский « Олимпик» и приводил его к чемпионству в Лиге 1, а также выигрывал Кубок Франции.
В 2009 году Мацуи снова поменял клуб в рамках французского чемпионата, перейдя в «Гренобль».

#### «Гренобль»
Мацуи проявил себя в новом клубе хорошо, забив 4 гола в сезоне 2009/10 за «Гренобль». Однако, это не помогло «Греноблю», он финишировал в нижней части турнирной таблицы и по итогам сезона вылетел в Лигу 2.

#### «Томь»
Во время летнего трансферного окна в Российской Премьер-лиге Дайсукэ Мацуи был внесён в заявку командой «Томь» из Томска, за которую затем выступал до конца сезона 2010 года по договору аренды под номером 33. Свой первый матч в основном составе он провёл против лидера чемпионата санкт-петербургского «Зенита», но был заменён. За российский клуб японец провёл 7 матчей, но, по словам генерального директора «Томи», Юрия Степанова, «игрок не отработал, так скажем, своих авансов» и по окончании сезона вернулся в «Гренобль». Валерий Непомнящий прокомментировал выступление японца:

К сожалению, для расставания с Мацуи были основания. Японец — очень интересный полузащитник, с хорошим видением поля, с нестандартным мышлением. Но в нашу футбольную действительность, увы, не вписался. Приехал к нам как раз в тот момент, когда мы играли в Грозном и Махачкале. И всем увиденным был просто ошарашен. А когда в Томске выпал снег, ударил мороз, замела метель, и вовсе скис. Словом, не сумел адаптироваться.

### Голы за национальную сборную
| №  | Дата           | Место         | Соперник | Счёт | Результат | Соревнование      |
| -- | -------------- | ------------- | -------- | ---- | --------- | ----------------- |
| 1. | 16 ноября 2005 | Токио, Япония | Ангола   | 1:0  | Победа    | Товарищеский матч |